# 明月堂
株式会社明月堂（めいげつどう）は、福岡県福岡市博多区に本社を置く菓子製造業者。

## 概要
洋風まんじゅうの「博多通りもん」で知られる菓子メーカーである。
「博多通りもん」は1993年発売開始で、年間6000万個を販売し、福岡を代表する名菓とされる。

## 沿革
秋丸祐一郎が1929年に福岡市天神で「秋丸製菓所」を開業する。秋丸製菓所は、菓子の製造卸売り企業として成功を収めていたが、秋丸祐一郎は「顧客に直接商品を届けたい」と考え、1934年に「秋丸明月堂」を福岡市博多区の川端商店街に開業する。姓の「秋丸」から「秋の空に丸く輝くものは明月」とイメージして、「明月堂」になったとされる。
第二次世界大戦後は一時、金物を取り扱った時期もあった。
1952年1月に有限会社明月堂に改組する。
1963年に発売した「博多じまん」が人気となり、博多駅にも出店すようになる。
昭和30年代の明月堂の主力商品はカステラで「カステラの明月堂」と言われるほどに売り上げは好調であった。「ポルトガル人が長崎へ」で始まる明月堂のカステラのCMソングは、この時代の九州出身者には特になじみ深い。しかし、1975年に山陽新幹線が全線開通すると、長崎県のカステラメーカーが福岡に進出してきて、明月堂のカステラ販売は失墜することになる。
長い研究開発を経て、1993年に「博多通りもん」を発売。当時、福岡空港の売店に新しい商品が参入するのは至難の業であったが、ターミナルビルのリニューアルのタイミングと「博多通りもん」の発売のタイミングが合い、新発売の福岡土産として販路が開けた。「博多通りもん」の斬新なパッケージも大ヒットに繋がった要因であった。明月堂では、空港利用客にどうすれば手に取ってもらえるかを研究し、通常の売店では置きづらいなどの理由で敬遠される正方形の箱をあえて採用した。目立つ黄色の包装紙、商品名の由来ともなった博多どんたくの町人行列「通りもん」をイメージしたデザインと合わさって、福岡土産を求める旅行客の目を引き付けることになった。2022年時点では、福岡空港での売り上げは、今や全体の3分の1ほどを占めるまでになっている。
1994年10月に株式会社に組織変更。

## 所在地
- 本社・工場 - 福岡市博多区東那珂2丁目11-23

## 直営店舗

### 福岡市内

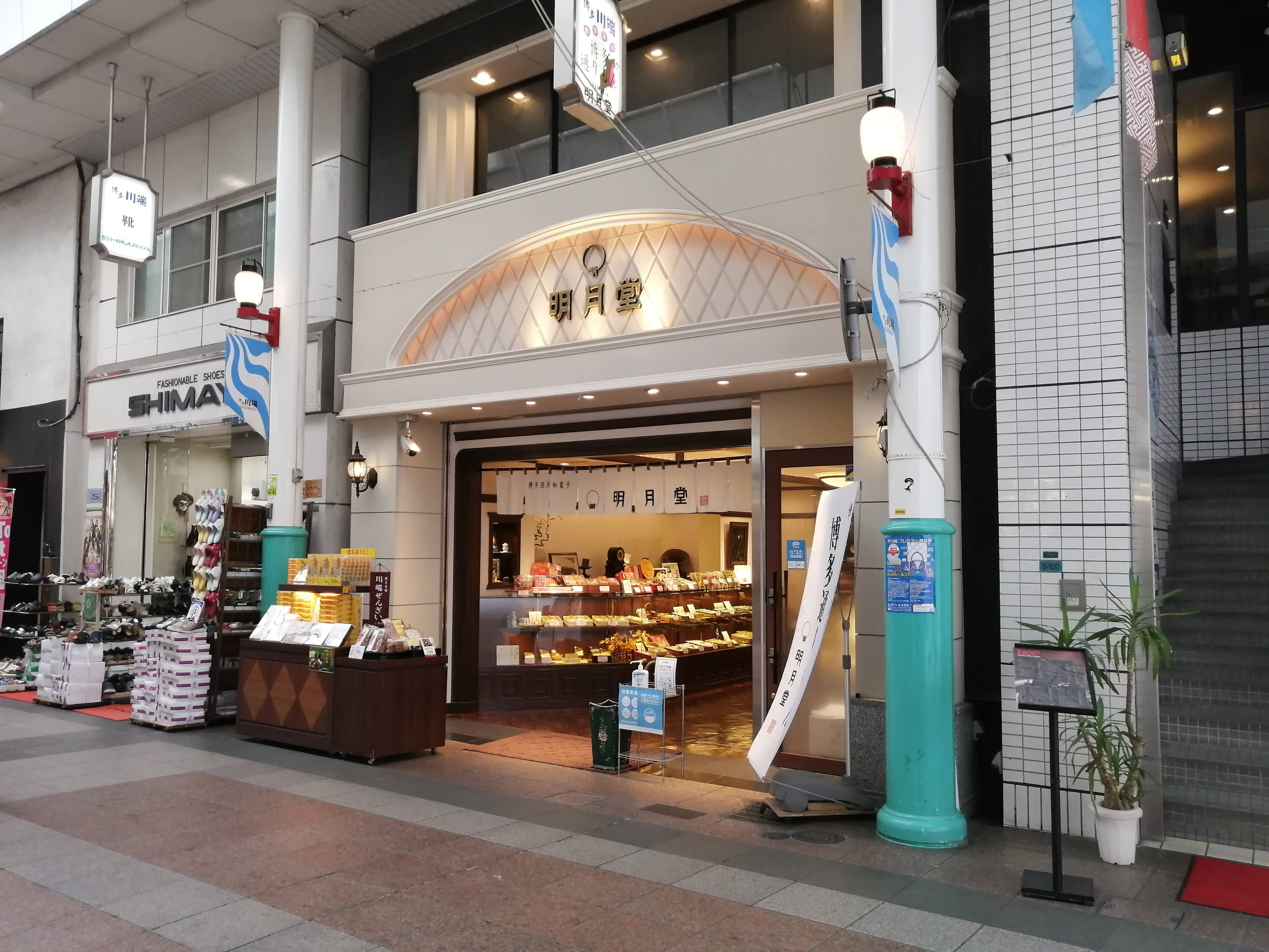
川端店

- 本社売店 - 福岡市博多区東那珂2丁目11-23
- 川端店 - 福岡市博多区上川端町5-104
- 博多駅マイング1号店 - 福岡市博多区博多駅中央街1-1
- 博多駅マイング2号店 - 福岡市博多区博多駅中央街1-1
- 博多デイトス1号店 - 福岡市博多区博多駅中央街1-1
- 博多デイトス2号店 - 福岡市博多区博多駅中央街1-1
- イオンスタイル笹丘店 - 福岡市中央区笹丘1-28-74
- ゆめタウン博多店 - 福岡市東区東浜1丁目1-1
- イオンモール香椎浜店 - 福岡市東区香椎浜3-12-1
- サンリブ木の葉モール橋本店 - 福岡市西区橋本2-27-2
- イオンマリナタウン店 - 福岡市西区豊浜3-1-10 イオンマリナタウン内
- イオンモール福岡伊都店 - 福岡市西区徳永113-1

### その他の地域
- ハローデイ新宮店 - 糟屋郡新宮町美咲2丁目1-41
- イオン福津店 - 福津市日蒔野6丁目16-1
- サンリブくりえいと宗像店 - 宗像市くりえいと1丁目5-1
- イオン福岡東店 - 糟屋郡志免町別府北2丁目14番1号
- イオン福岡店 - 糟屋郡粕屋町酒殿老ノ木192-1
- イオン大野城店 - 大野城市錦町4-1-1
- 西友春日店 - 春日市春日5丁目5-17-1F
- ゆめタウン筑紫野店 - 筑紫野市針摺東3丁目3-1
- イオン筑紫野店 - 筑紫野市立明寺434-1

## 製品
- 博多通りもん
- 博多玉露まんじゅう
- 博多じまん
- 蘭（バターカステラ）
- 芋っぽ
- 畔摘みもち
- 明月堂かすていら
- 博多モダンカフェ
- 博多藪あん
- 筥崎ぽっぽ
- 川端ぜんざい
- 博多っ子
- 西中洲貴賓館ろまんす
- 博多よかばい

## CM出演者
- 長谷川法世（博多通りもん）
- 中島浩二（博多通りもん）

## 提供番組
現在
- 福岡県高校OB・OGチーム対抗ゴルフ大会（テレビ西日本、第8回（2018年）- ）
- 生放送てんじんNOW!（テレビ西日本）

過去
- M 愛すべき人がいて（テレビ朝日系列）